# Fétuque glauque
Festuca glauca
Espèce
Classification APG II (2003)
Festuca glauca, ou en langue vernaculaire fétuque glauque ou fétuque bleue, est une plante herbacée de la famille des Poaceae, originaire d'Europe. En latin le terme « Festuca » signifie brin d’herbe et le nom d’espèce « glauca » fait référence à sa couleur bleu-vert.

## Description
Il s'agit d'une herbe dressée poussant en touffe, pouvant atteindre 30 cm de hauteur et de propagation. La couleur des feuilles varie du blanc argenté au gris bleuté et ses fleurs, insignifiantes, apparaissent pendant l'été. La fétuque bleue forme, lors de sa floraison de mai à juin, des panicules pouvant atteindre 50 cm. Elle supporte la coupe.
La plante a été décrite par le naturaliste français Dominique Villars.

## Usages
Elle est adaptée pour les bordures et les plates-bandes de rocailles. Ses cultivars les plus connus sont 'Blaufuchs' d'un bleu vif, 'Blausilver' avec des feuilles bleu intense, ou encore 'Elijah Blue' qui peut atteindre 35 cm de hauteur. Elles ont besoin d'un sol drainé et sec et d'une situation ensoleillée. Ainsi c'est une espèce rustique résistante à la sécheresse et nécessitant peu de nutriments pour se développer. Ces caractéristiques expliquent que l’on peut la trouver sur la quasi-totalité des continents.
La fétuque glauque. c’est une espèce très résistante à une eau saline avec des dommages foliaires moindres à son contact en comparaison de nombreuses autres espèces végétales vivant en milieu terrestre .

## Taxonomie
Synonymes :
- Festuca calcarea Velchev
- Festuca calcarea Tausch ex Steud.
- Festuca duriuscula var. glauca (Vill.) Breb.
- Festuca duriuscula subsp. glauca (Vill.) Mutel
- Festuca glauca var. juncea Wallr.
- Festuca ovina var. glauca (Lam.) Hack.
- Festuca strictifolia Opiz
- Festuca veneris Gr.Rossi, Foggi & Signorin